# Renovação (revista)
Renovação : revista quinzenal  de artes, litertura e atualidades foi um periódico editado pela Secção Editorial de “A Batalha” (jornal diário operário), tendo como editor Alexandre Assis e  diretor Gonçalves Vidal. Publicou-se entre Julho de 1925 e Junho de 1926 perfazendo um total de 24 números, periodicidade quinzenal. O seu programa serve de propaganda do movimento anarco-sindical, através de uma organização de grupo e uma escrita aberta por parte de militantes e simpatizantes da causa libertária, com o  objetivo de renovação da sociedade portuguesa através da difusão cultural. Como os próprios referiam “desvendar novos horizontes ao pensamento. Trazer a arte à comunhão de todos. Não fazer das ideias privilégio duns tantos”. A revista conta com uma extensa lista de colaboradores: Adelaide Cabete, Adriano Botelho, Adolfo Lima, Alexandre Vieira, Armando Figueiredo de Lucena, Artur Portela, Assis Esperança, Bernardo Marques, Clementina Carneiro de Moura, César Porto, Costa Júnior, Emílio Martins Costa, Ferreira de Castro, Francine Benoit, Guilherme Filipe, Jaime Brasil, José Carlos Rates, José Régio, Julião Quintinha, Manuel Joaquim de Sousa, Mário Castelhano, Mário Domingues, Neno Vasco, Nogueira de Brito, Pinto Quartim, Roberto Nobre, Rocha Martins, José Santos Arranha, Stuart Carvalhais, Tomás da Fonseca e Vitorino Nemésio.